# 銀圓吻鱥
銀圓吻鱥（學名：Dionda argentosa）為輻鰭魚綱鯉形目雅羅魚科圓吻鱥屬的其中一種，被IUCN列為瀕危保育類動物，分布於北美洲美國德克薩斯州的魔鬼河和聖費利佩河流域，體長可達7.6公分，棲息在小溪、河川源頭底中層水域，以藻類為食，生活習性不明。

## 扩展阅读
維基物種上的相關：銀圓吻鱥